# Artocarpeae
Artocarpeae, tribus biljaka iz porodice dudovki koji je ime dobio po rodu kruhovca (Artocarpus) iz južne i jugoistočne Azije. 
Tribusu pripada nekoliko rodova manjeg drveća i grmova.

## Rodovi
Tribus Artocarpeae Lam. & DC.
1. Artocarpus J. R. Forst. & G. Forst. (55 spp.)
2. Prainea King ex Hook.f. (2 spp.)
3. Clarisia Ruiz & Pav. (3 spp.)
4. Batocarpus H. Karst. (3 spp.)